# Begonia circumlobata
Espèce
Begonia circumlobata est une espèce de plantes de la famille des Begoniaceae. Ce bégonia est originaire de Chine. L'espèce fait partie de la section Platycentrum. Elle a été décrite en 1883 par Henry Fletcher Hance (1827-1886). L'épithète spécifique circumlobata signifie « lobé autour », en référence à la forme des feuilles.

## Répartition géographique
Cette espèce est originaire du pays suivant : Chine.